# Exodus (roman)
Exodus är en roman skriven 1958 av den amerikanske romanförfattaren Leon Uris om bildandet av staten Israel, baserad på namnet immigrationsskeppet Exodus. 

## Handling
Historien börjar med att huvudpersonen, Ari Ben Kanaan, kläcker en plan att transportera judiska flyktingar från ett brittiskt interneringsläger på Cypern till Palestina. Operationen utförs under Mossads övervakning. Boken fortsätter sedan med att spåra de olika huvudkaraktärernas historier och bindningarna mellan deras liv och den judiska statens födelse.
En film baserad på romanen regisserades av Otto Preminger 1960 med Paul Newman som Ari Ben Kanaan. Den fokuserade huvudsakligen på flykten från Cypern och de följande händelerna i Palestina/Israel.

## Fortsatt läsning
- Weissbrod, Rachel, "Exodus as a Zionist Melodrama" i: Israel Studies 4.1 (1999) 129-152